# لوسي أهل
لوسي أهل (بالإنجليزية: Lucie Ahl)‏ مواليد 23 يوليو 1974 في إكزتر، ديفون، إنجلترا، هي لاعبة كرة مضرب بريطانية سابقة بدأت مسيرتها كمحترفة سنة 1991 وكانت تلعب باليد اليمنى، اعتزلت اللعب في 2003. أعلى تصنيف لها في الفردي كان المركز الـ 161 في سنة 2002. أعلى تصنيف لها في الزوجي كان المركز الـ 213 في سنة 1997.

## الخط الزمني للأداء
مفتاح
| ف | ن | ن.ن | ر.ن | د# | د.م | ل | أ.أ | ت | غ | ب | ف | ذ | م.خ | ل.ت |

(ف) فاز بالبطولة (ن) وصل النهائي (ن.ن) نصف النهائي (ر.ن) ربع النهائي (د#) الأدوار الأربعة الأولى (د.م) دور المجموعات (ل) شارك في كأس ديفيز (أ.أ) خرج من الأدوار الاولى (ت) خسر التصفيات التأهيلية (غ) غاب عن الحدث أو البطولة (ب) حصل على ميدالية برونزية (ف) حصل على ميدالية فضية (ذ) حصل على ميدالية ذهبية (م.خ) بطولة الماسترز خُفضت إلى مرتبة أقل (ل.ت) البطولة لم تعقد في السنة المعينة.
لتجنب الارتباك وازدواجية الحساب، يتم تحديث هذه المعلومات إما في نهاية البطولة، أو عندما تكون مشاركة اللاعب في البطولة قد انتهت.

### الفردي
| الدورة            | 1993 | 1994 | 1995 | 1996 | 1997 | 1998 | 1999 | 2000 | 2001 | 2002 | 2003 | إجمالي ف/خ |
| ----------------- | ---- | ---- | ---- | ---- | ---- | ---- | ---- | ---- | ---- | ---- | ---- | ---------- |
| أستراليا المفتوحة | غ    | غ    | غ    | غ    | غ    | غ    | غ    | ت1   | ت1   | ت3   | ت1   | 0–0        |
| فرنسا المفتوحة    | غ    | غ    | غ    | غ    | غ    | غ    | غ    | ت1   | ت1   | ت1   | ت1   | 0–0        |
| بطولة ويمبلدون    | ت2   | ت1   | ت1   | ت1   | د1   | ت1   | د1   | د2   | د1   | د1   | د1   | 1–6        |
| أمريكا المفتوحة   | غ    | غ    | غ    | غ    | ت1   | ت1   | ت1   | ت1   | ت1   | ت2   | ت1   | 0–0        |
| تصنيف نهاية العام | 405  | 373  | 349  | 331  | 179  | 225  | 168  | 185  | 200  | 203  | 258  | بلا        |

- إجمالي ف/خ = إجمالي الفوز والخسارة

## روابط خارجية
- لوسي أهل على موقع رابطة محترفات التنس (الإنجليزية)
- لوسي أهل على موقع الاتحاد الدولي لكرة المضرب (الإنجليزية)
- لوسي أهل على موقع خلاصة التنس.كوم (الإنجليزية)
- لوسي أهل على موقع إي إس بي إن.كوم (الإنجليزية)